# Greene megye (Alabama)
Greene megye az Amerikai Egyesült Államokban, azon belül Alabama államban található. Az Alabama nyugati-középső részén , az állam Black Beltnek nevezett régióján belül található Greene megye lenyűgöző 39 történelmi építménynek és az éves Black Belt Roots Festivalnak ad otthont. A Sipsey folyó mocsara sok természeti szépséget és számos szabadtéri sportolási lehetőséget kínál az ide látogatóknak. A tizenkilencedik században a megyeszékhely, Eutaw volt a Fekete Öv kereskedelmi és jogi igazgatásának központja. A megyét egy választott öttagú bizottság irányítja. Megyeszékhelye és legnagyobb városa Eutaw. Lakosainak száma 7730 fő (2020. április 1.). Greene megye Pickens, Tuscaloosa, Hale, Marengo és Sumter megyékkel határos.

## Történet
Greene megyét 1819. december 13-án alapították azon a területen amit Choctaw indiánok az 1816-os Fort St. Stephens-i szerződésben a szövetségi kormánynak átengedtek. A megyét a függetlenségi háború hőséről, Nathaniel Greene-ről, a megyeszékhelyét, Eutaw-t pedig az Eutaw Springs-i csatáról nevezték el, amelyben Greene a dél-karolinai Charleston britektől való visszafoglalására vezette csapatait. 1867-ben Greene megye egyes részeit használták fel Hale megye létrehozásakor. Az első megyeszékhely Erie-ben volt, a Black Warrior folyó partján, a mai Hale megyében. Az árvízek és a sárgaláz megjelenése miatt a megyeszékhelyet 1838-ban a központibb Eutaw-ba helyezték át. A polgárháborút megelőző évtizedekben Eutaw aranykorszakot élt meg, mint a Black Belt régió kereskedelmi és jogi központja. Az első, 1838-ban épült városháza 1868-ban leégett. A jelenlegi városháza 1993-ban épült.
A mexikói háború alatt Eutawi önkéntesekből állt,az Eutaw Rangers néven ismert alakulat 1846 júniusában Mobile-ból indultak , és részt vettek a Vera Cruz-i csatában. A polgárháború idején Stephen Fowler Hale prominens Eutawi ügyvédet nevezte ki Andrew B. Moore kormányzó Alabama elszakadási biztosának. A Gaine's Mill-i csatában ölték meg 1862-ben. A polgárháborút követő években Greene megye folyamatos hanyatláson ment keresztül, és a huszadik századra az állam egyik legszegényebb megyéjévé vált. A munkások túlnyomó többsége bérlőként dolgozott a földjén. A polgárjogi mozgalom idején afro-amerikai állampolgárok bojkottáltak Eutawi vállalkozásokat. 1970-ben a megye állami médiafigyelmet kapott, amikor a fehérek által uralt Greene megyei oktatási tanácsot és városi tanácsot afroamerikai többség váltotta fel. Ezenkívül a megye egy afro-amerikai hagyatéki bírót és seriffet választott.

## Népesség
A 2020-as népszámlálási becslések szerint Greene megye lakossága 7730 fő volt a következő eloszlás szerint.
| Rassz            | lélekszám | százalék | rangsor az állam 67 megyéje közül |
| ---------------- | --------- | -------- | --------------------------------- |
| Teljes           | 7730 fő   | 0,15     | 67                                |
| Afroamerikai     | 6227 fő   | 80,6     | 1                                 |
| Fehér            | 1285 fő   | 16,6     | 66                                |
| Több rasszú      | 134 fő    | 1,7      | 63                                |
| Spanyol          | 61 fő     | 0,8      | 66                                |
| Őslakos és egyéb | 16 fő     | 0,2      | 64                                |
| Ázsiai           | 7 fő      | 0,1      | 63                                |

A megyeszékhely, Eutaw lakossága becslések szerint 2643 fő volt.
 A megye további települése közé tartozik Forkland , Boligee és Union.
A háztartások medián jövedelme 26 688 dollár volt, szemben az állam egészére vonatkozó 52 035 dollárral, az egy főre jutó jövedelem pedig 16 425 dollár volt, szemben az állam egészének 28 934 dollárjával.
A megye népességének változása:
| Lakosok száma | 8991 | 8905 | 8848 | 8744 | 8479 | 7730 |
|               | 2010 | 2011 | 2012 | 2013 | 2015 | 2020 |

## Gazdaság
A termékeny Black Belt régióban elhelyezkedő Greene megye a tizenkilencedik században mezőgazdasági központ volt. Amikor azonban Hale megyét 1867-ben létrehozták, Greene megye elvesztette földjeinek több mint 40 százalékát, aminek következtében jelentősége és lélekszáma is nagymértékben csökkent. Emellett a gyapotbetakarítás gépesítése is nagy terhet rótt a megye lakosságára, mivel a napszámosokat gépek váltották fel. 1867-ben megépült az Alabama Great Southern Railroad vonala, majd később a Frisco Railroad épített vonalakat a megyén keresztül. A vasútvonalakat most a Norfolk Southern és a Burlington Railroads üzemelteti. A megyében ma a főbb mezőgazdasági termények közé tartozik a húsmarha , a harcsa , a fa , a gyapot, a szójabab, a kukorica és a tóban tenyésztett garnélarák .

## Foglalkoztatás
A 2020-as népszámlálási becslések szerint Greene megyében a munkaerő a következő ipari kategóriák között oszlik meg:
- Feldolgozóipar (26,7 százalék)
- Oktatási szolgáltatások, valamint egészségügyi és szociális segélyek (21,2 százalék)
- Közigazgatás (14,9 százalék)
- Pénzügy és biztosítás, valamint ingatlan, bérbeadás és lízing (7,3 százalék)
- Kiskereskedelem (7,3 százalék)
- Művészetek, szórakoztatás, rekreáció, valamint szállás- és étkezési szolgáltatások (6,3 százalék)
- Szakmai, tudományos, gazdálkodási, valamint adminisztratív és hulladékgazdálkodási szolgáltatások (5,2 százalék)
- Építőipar (4,7 százalék)
- Mezőgazdaság , erdőgazdálkodás , halászat és vadászat , valamint kitermelő (2,5 százalék)
- Szállítás és raktározás, valamint közművek (2,5 százalék)
- Információ (0,7 százalék)
- Egyéb szolgáltatások, kivéve a közigazgatást (0,6 százalék)
- Kiskereskedelem (0,1 százalék)

## Oktatás
A Greene megyében öt iskola található. Ezen kívül a megyében van egy magániskola.

## Földrajz
Az 1709 négyzetkilométer területű Greene megye az állam nyugati-középső részén fekszik, teljes egészében a Coastal Plain régión belül.
A megye nyugati határán a Tombigbee folyó, az északi határon pedig mellékfolyója, a Sipsey folyó mocsarai húzódnak. A Tombigbee más mellékfolyói, köztük a Taylor, Brush és Trussells patakok is áthaladnak a megye területén. A Black Warrior folyó a megye keleti határra mentén halad egészen addig, amíg a Marengo megyében, Greene megye déli csücske alatt, Demopolisnál találkozik a Tombigbee-vel . 1958-ban a Warrior Damot megépítették a Warrior folyón, és egy csatornát hoztak létre a folyó patkókanyarának nyakán. A csatorna a gáttól körülbelül háromnegyed mérföldnyire délkeletre uszályokat vezet egy külön zsiliphez. Az Interstate 59, amely kelet-nyugati irányban halad át a megyén, a terület fő közlekedési útvonala. Az észak-déli irányú US 43 és a kelet-nyugati irányú US 11 a megye további főbb útvonalai. Az Eutaw Municipal repülőtér a megye egyetlen nyilvános repülőtere .

## Események, és érdekes helyek
A Warrior Reservoir, egy 8580 hektáros tó a Warrior River partján, horgászatra, valamint kempingezésre, vadászatra és csónakázásra kínál lehetőséget. A Tombigbee folyó csónakázásra és horgászatra is alkalmas, mellékfolyója, a Sipsey River Swamp pedig több mint 50 000 hektárnyi fenéken fekvő keményfás vizes élőhelyet kínál kenusoknak . Greene megyében 39 történelmi építmény is szerepel a Történelmi Helyek Nemzeti Nyilvántartásában, köztük a Kirkwood, egy 1860-ban épült görögös stilusú kastély.

A Greene Megyei Történelmi Társaság minden októberben otthont ad az Eutaw zarándoklatnak, amelyen körutat tartanak az antebellum otthonokban, templomokban, és a történelmi főtereken. Augusztusban Eutaw városában rendezik meg az éves Black Belt Roots Fesztivált, amely élő bluest és gospel zenét, kézműves termékeket, kézzel készített paplanokat és ételeket kínál. A Bird's Farm, a néhai népművész, Jim Bird otthona a 43-as főúton Forklandban, és szénabálákból, fémhulladékból és más talált tárgyakból készült fantáziadús szobrokat mutat be.